# Robusticoelotes sanmenensis
Robusticoelotes sanmenensis là một loài nhện trong họ Agelenidae.
Loài này thuộc chi Robusticoelotes. Robusticoelotes sanmenensis được miêu tả năm 2002 bởi Guo Tang, Chang-Min Yin & Zhang.